# Hasselbladstiftelsens samling
Hasselbladstiftelsens samling är en samling av fotografisk konst tillhörande Erna och Victor Hasselblads stiftelse i Göteborg. Samlingen har tyngdpunkt på nordiska fotografer men innehåller utöver detta verk av flera internationellt ryktbara fotografer, bland annat flera tidigare mottagare av Hasselbladpriset.

Exempel på fotografer i samlingen:
- Annika von Hausswolff
- Nan Goldin
- Tuija Lindström
- Lennart Nilsson
- Irving Penn
- Cindy Sherman
- Gunnar Smoliansky
- Christer Strömholm